# Dongkeng (köpinghuvudort i Kina, Zhejiang Sheng, lat 27,80, long 119,71)
Dongkeng (kinesiska: 东坑镇) är en köpinghuvudort i Kina. Den ligger i provinsen Zhejiang, i den östra delen av landet, omkring 280 kilometer söder om provinshuvudstaden Hangzhou. Antalet invånare är 5 723. Befolkningen består av 2 543 kvinnor och 3 180 män. Barn under 15 år utgör 14,0 %, vuxna 15-64 år 69 %, och äldre över 65 år 15,0 %.
Runt Dongkeng är det ganska tätbefolkat, med 134 invånare per kvadratkilometer. Närmaste större samhälle är Siqian, 15,9 km sydost om Dongkeng. I omgivningarna runt Dongkeng växer i huvudsak blandskog.
Genomsnittlig årsnederbörd är 2 328 millimeter. Den regnigaste månaden är juni, med i genomsnitt 383 mm nederbörd, och den torraste är januari, med 67 mm nederbörd.